# Elle TV
Elle TV è stata una televisione locale operante in provincia di Benevento.

## Storia
Nata dalle ceneri della storica emittente Rete Amica per iniziativa di Lindo Torzillo, giornalista ed operatore culturale, e della moglie Vittoria Principe, giornalista ed ex corrispondente del quotidiano la Repubblica. Il nome dell'emittente deriva dall'iniziale "L" del nome dell'editore.
Elle TV trasmette notiziari informativi locali, a partire da una edizione flash, in onda dalle ore 5.00 e per tutta la mattinata, continuamente aggiornata in tempo reale, e poi quelli completi serali, in onda alle 20.30 e 23.00, con servizi filmati su tutti gli avvenimenti della giornata. Inoltre manda in onda trasmissioni in diretta ogni sera, alle ore 21.00, su attualità, cronaca, politica, sport, cultura, spettacoli, costume, religione, con vari conduttori ed ospiti in studio, telefonate del pubblico e collegamenti con esperti della materia.